# Radjuvene
Radjuvene (bulgariska: Радювене) är ett distrikt i Bulgarien.   Det ligger i kommunen Obsjtina Lovetj och regionen Lovetj, i den centrala delen av landet, 130 km öster om huvudstaden Sofia.
Omgivningarna runt Radjuvene är en mosaik av jordbruksmark och naturlig växtlighet. Runt Radjuvene är det ganska tätbefolkat, med 60 invånare per kvadratkilometer.